# 林茂雄
林 茂雄（イム・ムウン、朝鮮語: 임무웅、1942年7月2日 - 2014年12月31日または2015年1月1日）は、大韓民国の政治家。第13代韓国国会議員。

## 経歴
城南中・高、中央大法学科卒。同大国際経営大学院、延世大行政大学院修了。富川JC会長・特友会長、京畿道テニス協会長、民正党災害対策委員、民主自由党選挙対策委員、富川市中区選挙区選出の第13代国会議員、国会予算決算特別委員・運営委員・商工委員、民族統一協議会富川市会長、平和統一政策諮問委員を務めた。
2014年12月31日夜、アトランタのメディカルセンターで持病により死去。享年72。